# 木卫四十七
木衛四十七（伊克剌德）（Eukelade，发音为/jʊˈkɛlədiː/ ew-KEL-ə-dee，或是希臘文的Ευκελάδη），是木星的逆行不規則衛星。它是被夏威夷大學由斯科特·谢泼德領導的團隊在2003年發現的，標準的臨時名稱是S/2003 J 1。
木衛四十七的直徑大約4公里，以平均234億8400萬公里的距離，對黃道傾斜164° (對木星赤道傾斜165°)，在逆行的方向，0.2829的離心率繞著木星公轉。
它在2005年3月被命名為Eukelade，有些希臘作家描述它是繆斯之一，因此是宙斯 (木星) 的女兒。
木衛四十七屬於加爾尼群，是不規則的逆行衛星，以大約165°的傾角和範圍在2300萬至2400萬公里的距離環繞著木星。